# Wereldkampioenschappen schoonspringen 1973
De wereldkampioenschappen schoonspringen 1973 vonden plaats van 31 augustus tot en met 9 september 1973 in Belgrado, Joegoslavië. Het toernooi maakte deel uit van de door FINA georganiseerde wereldkampioenschappen zwemsporten 1973.

## Medailles

### Mannen
| Onderdeel      | Goud                        | Goud   | Zilver                         | Zilver | Brons                                        | Brons  |
| -------------- | --------------------------- | ------ | ------------------------------ | ------ | -------------------------------------------- | ------ |
| 3 m plank      | Phil Boggs Verenigde Staten | 618,57 | Klaus Dibiasi Italië           | 615,18 | Keith Russell Verenigde Staten               | 579,48 |
| 10 meter toren | Klaus Dibiasi Italië        | 559,53 | Keith Russell Verenigde Staten | 523,74 | Falk Hoffmann Duitse Democratische Republiek | 492,15 |

### Vrouwen
| Onderdeel      | Goud                                          | Goud   | Zilver                            | Zilver | Brons                                         | Brons  |
| -------------- | --------------------------------------------- | ------ | --------------------------------- | ------ | --------------------------------------------- | ------ |
| 3 meter plank  | Christa Köhler Duitse Democratische Republiek | 442,17 | Ulrika Knape Zweden               | 434,19 | Marina Janicke Duitse Democratische Republiek | 426,33 |
| 10 meter toren | Ulrika Knape Zweden                           | 406,77 | Milena Duchková Tsjecho-Slowakije | 387,18 | Irina Kalinina Sovjet-Unie                    | 381.42 |

### Medaillespiegel
| Plaats | Land                           | Goud | Zilver | Brons | Totaal |
| 1      | Verenigde Staten               | 1    | 1      | 1     | 3      |
| 2      | Italië                         | 1    | 1      | 0     | 2      |
| 2      | Zweden                         | 1    | 1      | 0     | 2      |
| 4      | Duitse Democratische Republiek | 1    | 0      | 2     | 3      |
| 5      | Tsjecho-Slowakije              | 0    | 1      | 0     | 1      |
| 6      | Sovjet-Unie                    | 0    | 0      | 1     | 1      |
| Totaal | Totaal                         | 4    | 4      | 4     | 12     |

Belgrado 1973 · 
Cali 1975 · 
West-Berlijn 1978 · 
Guayaquil 1982 · 
Madrid 1986 · 
Perth 1991 · 
Rome 1994 · 
Perth 1998 · 
Fukuoka 2001 · 
Barcelona 2003 · 
Montréal 2005 · 
Melbourne 2007 · 
Rome 2009 · 
Shanghai 2011 · 
Barcelona 2013 · 
Kazan 2015 · 
Boedapest 2017 · 
Gwangju 2019 · 
Boedapest 2022 · 
Fukuoka 2023 · 
Doha 2024